# 十八条 (大阪市)
十八条（じゅうはちじょう）は、大阪府大阪市淀川区にある町名。現行行政地名は十八条一丁目から十八条三丁目。

## 地理
淀川区の北東部に位置し、三国地域に属している。南東に東三国、南西に西三国、川を挟んで北西に豊中市、北東に吹田市と接している。

### 河川
- 神崎川

## 世帯数と人口
2019年（令和元年）9月30日現在の世帯数と人口は以下の通りである。
| 丁目         | 世帯数    | 人口    |
| ------------ | --------- | ------- |
| 十八条一丁目 | 1,331世帯 | 2,862人 |
| 十八条二丁目 | 1,435世帯 | 3,183人 |
| 十八条三丁目 | 1,363世帯 | 2,871人 |
| 計           | 4,129世帯 | 8,916人 |

### 人口の変遷
国勢調査による人口の推移。
| 1995年（平成7年）  | 8,729人 | [ 5 ] |  |
| 2000年（平成12年） | 7,693人 | [ 6 ] |  |
| 2005年（平成17年） | 7,221人 | [ 7 ] |  |
| 2010年（平成22年） | 7,323人 | [ 8 ] |  |
| 2015年（平成27年） | 8,327人 | [ 9 ] |  |

### 世帯数の変遷
国勢調査による世帯数の推移。
| 1995年（平成7年）  | 3,481世帯 | [ 5 ] |  |
| 2000年（平成12年） | 3,233世帯 | [ 6 ] |  |
| 2005年（平成17年） | 3,207世帯 | [ 7 ] |  |
| 2010年（平成22年） | 3,182世帯 | [ 8 ] |  |
| 2015年（平成27年） | 3,641世帯 | [ 9 ] |  |

## 学区
市立小・中学校に通う場合、学区は以下の通りとなる。なお、小学校・中学校入学時に学校選択制度を導入しており、通学区域以外に淀川区にある以下の通学区域に隣接する校区にある小学校・中学校から選択することも可能。
| 丁目         | 番                                                                  | 小学校               | 中学校               |
| ------------ | ------------------------------------------------------------------- | -------------------- | -------------------- |
| 十八条一丁目 | 全域                                                                | 大阪市立東三国小学校 | 大阪市立東三国中学校 |
| 十八条二丁目 | 全域                                                                | 大阪市立西三国小学校 | 大阪市立三国中学校   |
| 十八条三丁目 | 1～13番 14番1〜36号 14番53～78号） 15～18番 19番1～5号 19番29～41号 | 大阪市立西三国小学校 | 大阪市立三国中学校   |
| 十八条三丁目 | 14番37～52号 19番6～28号                                            | 大阪市立三国小学校   | 大阪市立三国中学校   |

※三丁目16番～19番は神崎川右岸地域。

## 事業所
2016年（平成28年）現在の経済センサス調査による事業所数と従業員数は以下の通りである。
| 丁目         | 事業所数  | 従業員数 |
| ------------ | --------- | -------- |
| 十八条一丁目 | 50事業所  | 261人    |
| 十八条二丁目 | 63事業所  | 808人    |
| 十八条三丁目 | 53事業所  | 453人    |
| 計           | 166事業所 | 1,522人  |

## 交通
- 国道423号
- 大阪府道134号熊野大阪線

## 施設
- 淀川警察署 東三国交番
- 十八条東公園
- 十八条中央公園
- マルナカ 三国店

## その他

### 日本郵便
- 〒532-0001[3]（集配局：淀川郵便局[13]）